# Anastassija Dmytruk

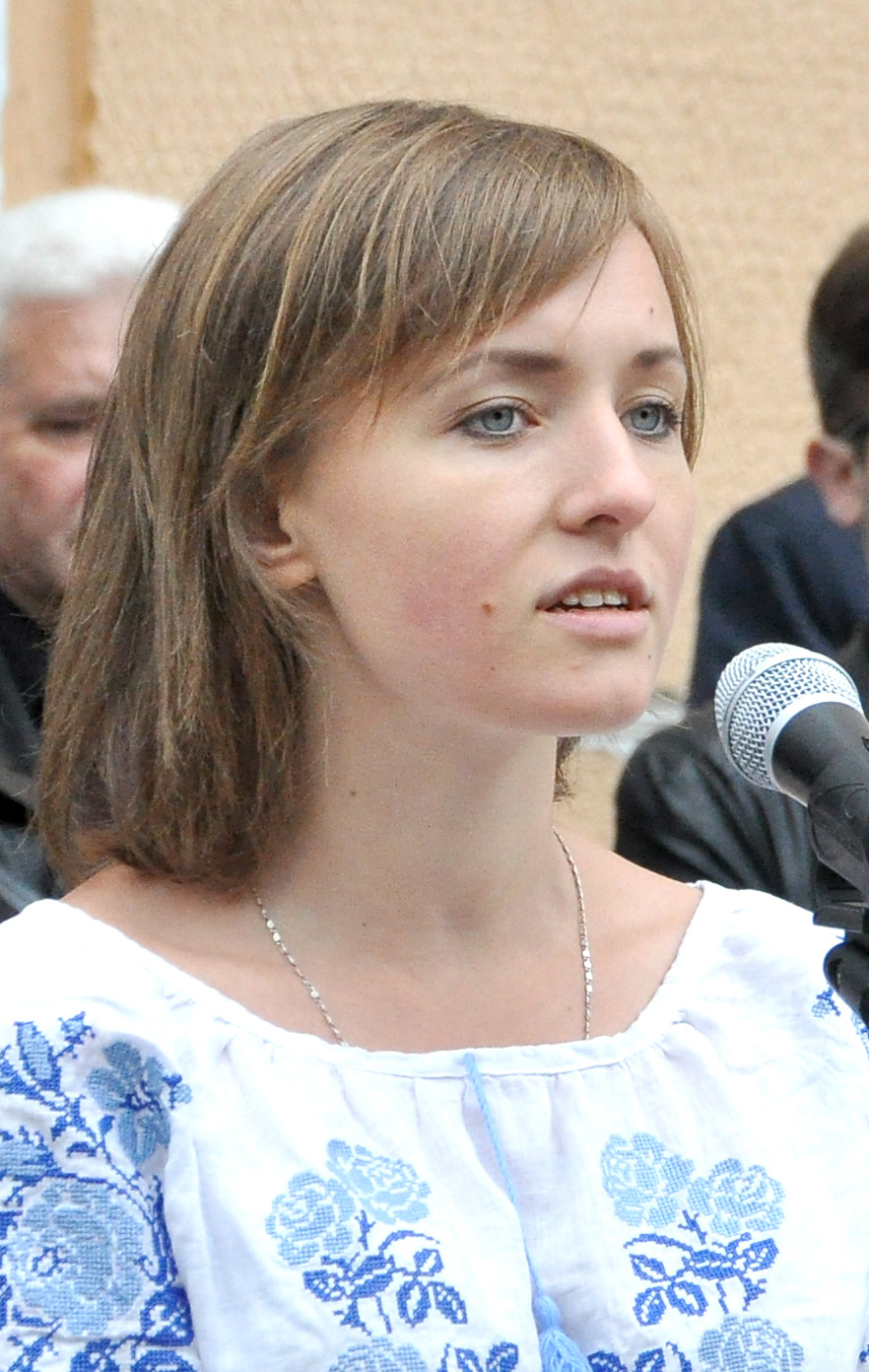
Anastassija Dmytruk, 2015

Anastassija Mykolajiwna Dmytruk (ukrainisch Анастасія Микола́ївна Дмитрук; * 31. Januar 1991 in Nischyn) ist eine ukrainische Dichterin.

## Leben und Wirken
Anastassija Dmytruk studierte am Institut für Physik und Technologie des Kiewer Polytechnischen Instituts und arbeitete eine Zeit lang als Informationssicherheitsspezialistin.
Im Alter von 23 Jahren wurde sie Zeugin, wie das prorussische Regime die Gewalt auf dem Euromaidan eskalieren ließ und Dutzende von Demonstranten von Scharfschützen erschossen wurden.
Das auf Russisch verfasste Gedicht Wir werden niemals Brüder sein von 2014 war eine Reaktion auf die Annexion der Krim und wurde zu ihrem meist zitierten Gedicht.
Nach dem russischen Überfall auf die Ukraine 2022 war Dmytruk die Initiatorin und Mitkoordinatorin der globalen #terroRussia-Kampagne.
Im Jahr 2023 erschien ihr Buch Die Augen von Mariupol. Ukrainische Superhelden. Asowstal, das Fragmente des Briefwechsels zwischen den Verteidigern von Asowstal und ihren Familien sowie Gedichte von Dmytruk enthält.

## Werke (Auswahl)
- Верните нам наше небо. Fejerija mandriw, Kiew 2014, ISBN 978-617-635-065-1 (russisch)
- Це моя і твоя війна. Kolo, Drohobych, 2017, ISBN 978-617642294-5[8]
- Очі Маріуполя. Українські супергерої. Азовсталь. [Die Augen von Mariupol. Ukrainische Superhelden. Asowstal], 2023, ISBN 978-617-642-623-3 (ukrainisch)